# ستيفن سيسيغنون
ستيفن سيسيغنون (بالإنجليزية: Steven Sessegnon) هو لاعب كرة قدم بريطاني في مركز الدفاع، ولد في 18 مايو 2000 في Roehampton ‏ في المملكة المتحدة. لعب مع نادي فولهام.

## وصلات خارجية
- ستيفن سيسيغنون على موقع الاتحاد الأوربي (الإنجليزية)
- ستيفن سيسيغنون على موقع إي إس بي إن إف سي (الإنجليزية)
- ستيفن سيسيغنون على موقع قاعدة بيانات كرة القدم.إي يو (الإنجليزية)
- ستيفن سيسيغنون على موقع ليكيب (الفرنسية)
- ستيفن سيسيغنون على موقع Soccerbase.com (لاعب) (الإنجليزية)
- ستيفن سيسيغنون على موقع Soccerway.com (الإنجليزية)
- ستيفن سيسيغنون على موقع عالم كرة القدم.نت (الإنجليزية)